# ハビエル・サンディオ
ハビエル・サンディオ（Xavier Zandio、1977年3月17日 - ）は、スペイン、パンプローナ出身の自転車競技（ロードレース）選手。

## 来歴
1999年、バネストにトレーニーとして加入。
2000年
2001年、iバネスト.com（今のモビスター・チーム）と公式契約してプロデビュー。
- パリ〜ニース 総合68位

2002年
- ティレーノ〜アドリアティコ 総合72位
- ミラノ〜サンレモ 123位
- ロンド・ファン・フラーンデレン 77位

2003年
- クラシカ・デ・アルメリア 16位
- ティレーノ〜アドリアティコ 総合80位
- ツール・ド・フランス 総合51位

2004年
- パリ〜ニース 総合63位
- ツール・ド・フランス 総合97位

2005年
- フレーシュ・ワロンヌ 82位
- リエージュ〜バストーニュ〜リエージュ 62位
- ツール・ド・フランス 総合22位
- GP西フランス・プルエー 18位

2006年
- ツール・ド・フランス 総合32位
- ブエルタ・ア・エスパーニャ 総合22位

2007年
- ドーフィネ・リベレ 総合15位

2008年
- ブエルタ・ア・ブルゴス 総合優勝
- ブエルタ・ア・エスパーニャ 総合50位

2009年
- ブエルタ・ア・エスパーニャ 総合112位

2010年
- ジロ・デ・イタリア 総合62位

2011年、チームスカイに移籍
- カタルーニャ一周 総合28位
- ツール・ド・フランス 総合47位
- ブエルタ・ア・エスパーニャ 総合69位

2012年
2013年
- ジロ・デル・トレンティーノ 区間1勝(第1b)
- ジロ・デ・イタリア 総合82位、区間1勝(第2)

2016年に引退。翌年よりチーム・スカイのアシスタント・スポーツディレクターを務めている。